# Саргая (Свердловская область)
Саргая — посёлок в Красноуфимском округе Свердловской области. Входит в состав Саргаинского сельского совета.

## География
Населённый пункт расположен на обоих берегах реки Уфа (приток Белой) в устье правого притока реки Саргая в 40 километрах на юг от административного центра округа — города Красноуфимск.

### Часовой пояс
Саргая как и вся Свердловская область, находится в часовой зоне МСК+2. Смещение применяемого времени относительно UTC составляет +5:00.

## Население
| 2002 | 2010 | 2021 |
| ---- | ---- | ---- |
| 461  | ↘354 | ↘337 |

## Улицы
Посёлок разделен на шесть улиц (Заречная, Зелёная, Набережная, Новая, Труда, Школьная) и два переулка (Горный, Лесной).

## Археология
Грот Бобылёк находится в 15 км от посёлка Саргая при слиянии ручьёв Бобылька и Безымянного. Грот имеет два входа. Общая протяженность пещеры составляет 56 метров. В результате археологических раскопок обнаружены артефакты, датируемые в широких пределах от эпохи камня до эпохи железа (зольники, кости животных, фрагменты глиняных сосудов, орудия из камня и кости, украшения). На стоянке верхнего палеолита (30 тыс. лет) найдены украшения из бивня мамонта, орнаментированный обломок рога северного оленя, фрагмент лопаточной кости с нарезкой, тонкая пластинка с поперечными нарезками — заготовка для бус. По кости носорога получена радиоуглеродная дата — 14 200 ± 400 лет до настоящего времени. В коллекции каменных орудий насчитывается около 450 изделий окремнённого известняка серого цвета, яшмы, чёрного кремня, халцедона. Преобладают пластины с ретушью и выемчатые изделия, также имеются резцы, пластинки с притупленным краем и пластина с конусоусеченным концом.